# Blygrå sottyrann
Blygrå sottyrann (Knipolegus cabanisi) är en fågel i familjen tyranner inom ordningen tättingar.

## Utseende och läte
Blygrå sottyrann är en medelstor mörk tyrann. Hanen skiljs från liknande vitvingad sottyrann genom gråare och mindre glansig fjäderdräkt och från grå sottyrann genom mörkare buk. Honan skiljs från dessa arter genom mörk, ej ljus, strupe. 

## Utbredning och systematik
Fågeln förekommer i Anderna från sydöstra Peru (Cuzco) till västra Bolivia och norra Argentina. Tidigare behandlades den som en underart till andinsk sottyrann (K. signatus).

## Levnadssätt
Blygrå sottyrann hittas i fuktiga skogar, ofta nära floder och åar. Där ses den sitta på bara grenar eller en kvist, varifrån den gör utfall för att fånga flygande insekter.

## Status och hot
Arten har ett stort utbredningsområde, men tros minska i antal, dock inte tillräckligt kraftigt för att den ska betraktas som hotad. Internationella naturvårdsunionen IUCN listar arten som livskraftig (LC).

## Namn
Fågelns vetenskapliga artnamn hedrar Jean Louis Cabanis (1816-1906), tysk ornitolog och grundare av Journal für Ornithologie 1853.